# Michael Spence
Andrew Michael Spence (sinh ngày 7 tháng 11 năm 1943 tại Montclair, New Jersey) là một nhà kinh tế học Mỹ và là người nhận giải Nobel Kinh tế năm 2001, cùng với George A. Akerlof và Joseph E. Stiglitz, cho công trình của họ về luồng thông tin động và phát triển thị trường. Ông tiến hành nghiên cứu này tại Đại học Harvard.

## Sự nghiệp
Spence có lẽ nổi tiếng nhất với mô hình báo hiệu cho thị trường việc làm của ông. Spence học trung học tại trường Toronto thuộc Đại học Toronto. Năm 1966, ông được trao học bổng Rhodes tại Đại học Oxford sau khi tốt nghiệp Đại học Princeton với bằng triết học. Ông nghiên cứu toán tại Oxford. Spence là một trưởng khoa của Trường kinh doanh Graduate Stanford và hiện nay là chủ tịch Ủy ban về tăng trưởng và phát triển.
Spence tham gia giảng dạy tại trường kinh doanh Stern thuộc Đại học New York từ ngày 1 tháng 9 năm 2010.
Ông hiện là thành viên cao cấp tại Viện Hoover thuộc Đại học Stanford.

## Các công trình tiêu biểu
- Spence, A. M. (1973). "Job Market Signaling". Quarterly Journal of Economics. Quyển 87 số 3. The MIT Press. tr. 355–374. doi:10.2307/1882010. JSTOR 1882010.
- Spence, A. M. (1974). Market Signaling: Informational Transfer in Hiring and Related Screening Processes. Cambridge: Đại học Harvard Press.
- Spence, A. M. (tháng 5 năm 2011). The Next Convergence: The Future of Economic Growth in a Multispeed World. New York: Farrar, Straus and Giroux.{{Chú thích sách}}:  Quản lý CS1: năm (liên kết)